# Serguéi Makovski
Serguéi Konstantínovich Makovski (en ruso: Сергей Константинович  Маковский; París, 1877—San Petersburgo, 1962) fue un poeta y crítico de arte ruso. Hijo del pintor Konstantín Makovski, aparte de su labor crítica también organizó numerosas exposiciones artísticas y de 1909 a 1917 editó la revista Apollón en San Petersburgo, que tuvo gran influencia en el mundo artístico ruso.